# 大東鶴見インターチェンジ

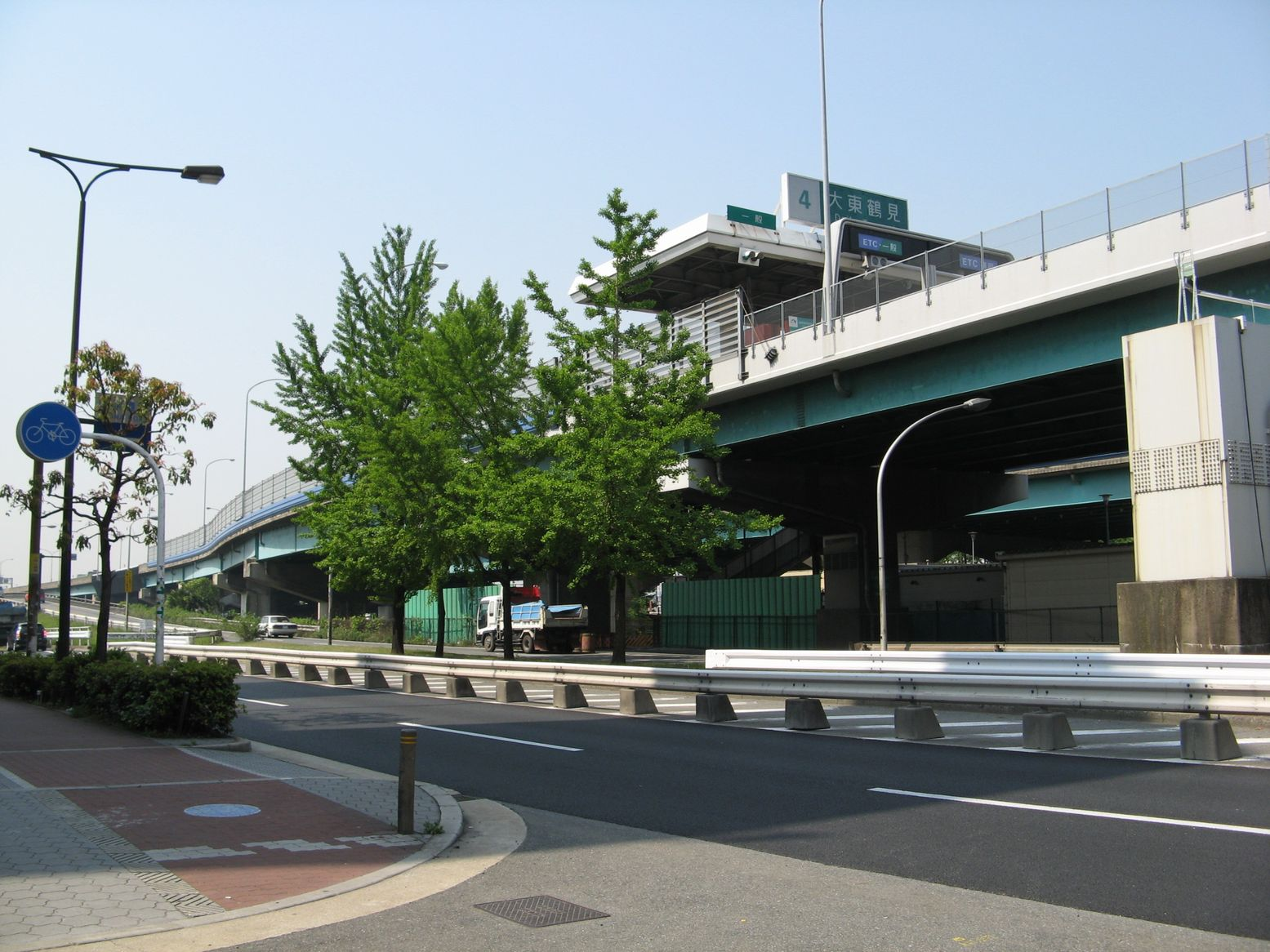
高架下から料金所を南西望

大東鶴見インターチェンジ（だいとうつるみインターチェンジ）は、大阪市鶴見区の近畿自動車道上にあるインターチェンジ。
ハーフICと呼ばれるもので、下り（松原方面）の入口と上り（吹田方面）の出口しかない。
吹田方面へ（上り）や吹田方面から（下り）の車は、門真ICを利用することになる。大東市の最寄りインターチェンジであると当時に、松原方面から（上り）来た車の次の出口は、摂津北ICとなり淀川を渡ってしまうため、補助標識で門真市や守口市への流出を促す看板もある。

## 道路
- E26 近畿自動車道（4番）

## 接続する道路
- 大阪府道2号大阪中央環状線

## 料金所

### 入口
- ブース数：3
  - ETC専用：1
  - 一般：2

### 出口
- ETCフリーフローアンテナ

## 周辺
- 花博記念公園鶴見緑地
- なみはやドーム

## 歴史
- 1976年（昭和51年）3月22日 : 近畿自動車道開通。
- 1983年（昭和58年）12月7日 : 大東鶴見IC完成。

## 隣
E26 近畿自動車道
(3)門真IC　（上り入口・下り出口） - (3-1)門真JCT - (4)大東鶴見IC - (5)東大阪北IC　（上り入口・下り出口）